# 宗教戦争
宗教戦争（しゅうきょうせんそう）は、宗教上の問題が原因で生じた戦争や紛争のことである。単に宗教戦争と言った場合には1517年の宗教改革の後、16〜17世紀にヨーロッパ各地で起こったキリスト教の新旧両派間の戦争を指すことが多いが、それ以外に多数ある宗教問題が原因の戦争や紛争も同じカテゴリに分類される。

## 概要
その名のとおり宗教上の問題が原因で生じた戦争、紛争のこと。根が深いというところが他の戦争と異なる特徴である。 
宗教戦争は主に二つのタイプに分けられる。
- 異なる宗教間、宗派間の戦争

異なる宗教間の教えなどの違いから起こってしまう戦争。キリスト教、イスラム教、ユダヤ教いずれの聖地でもあるエルサレムを巡って何度も繰り返された戦争や、キリスト教のカトリックとプロテスタントの間でおこったユグノー戦争など。
- 政治対宗教の戦争

このタイプはさらに政治側が政治側の都合で宗教側の信教の自由を弾圧すること（一般に宗教弾圧と呼ぶ）によりおこるものと宗教側が宗教上の思想や理念を政治側に干渉することでおこるものに分けられる。前者の例としては島原の乱、後者の例としては織田信長と比叡山延暦寺や石山本願寺との戦い、革命勢力と宗教勢力の戦いなど。いずれもたいていの場合は宗教側が潰される結果になるが、政治側は宗教側が最初から勝利を目的としていない、死後の来世で神の教えに叶うなどの信念を持っていたりするので苦しむことが多い。
宗教戦争の教訓や反省から、西ヨーロッパでは政治と宗教の分離が進められるようになり、日本やアメリカでは信教の自由と政教分離原則が憲法に明文化されている。

## 古代～近代の例

### 西洋・中東
- 十字軍
- フス戦争
- カッペル戦争
  - 第一次カッペル戦争（1529年）
  - 第二次カッペル戦争（ドイツ語版、英語版）（1531年）
- シュマルカルデン戦争
- ユグノー戦争（フランス宗教戦争）
- 八十年戦争
- 三十年戦争

### 東洋
- 白蓮教徒の乱
- 太平天国の乱
- ポソ宗教戦争
- 丁未の乱
- 織田信長と比叡山延暦寺との戦い
- 一向一揆・石山合戦
- 法華一揆
- 島原の乱

## 現代
イスラエルと周辺アラブ諸国とで戦われた中東戦争および以降のパレスチナ武装勢力との紛争は、ユダヤ教・キリスト教・イスラム教の聖地であるエルサレム・ヘブロンなどの帰属問題が絡んでおり、宗教戦争の色彩も強い。元々、パレスチナ人はパレスチナに居住していたユダヤ人のうちアラブ世界による征服・影響によりイスラムに改宗したグループを起源としており、信仰する宗教の違いで区別されていた経緯もある。
2001年のアメリカ同時多発テロ事件以降、アメリカは同盟国に呼びかけて対テロ戦争を継続しているが、最近では中東地域の民主化というスローガンも掲げている。2004年のイラク戦争は、その典型である。中東には同じイスラム教を信仰している観点から、義勇軍として多くのイスラム教徒がイラクの支援に向かい、また、反米運動が各地で展開されるようになった。現代ではこのようなイスラム教徒と非イスラム教徒の対立の構図が少なからずとも見られるようになり、「文明の衝突」とも呼ばれている。混乱が続いた中東ではイスラム過激派組織のアルカーイダやISILが勢力を拡大した。
2022年ロシアのウクライナ侵攻では、2018年のウクライナ正教のロシア正教からの独立に関する宗教的な対立が背景の１つにあるといわれている。

## 用語の派生
同じ話題に対して、相異なる立場を熱狂的・宗教的に支持する者同士が衝突し、それらの間で発生する論争を、比喩的に宗教戦争と表現することがある。例えば、エディタ戦争などがある。
なお、オウム真理教の麻原彰晃も「宗教戦争」という用語を用いたが、これも本質的には同じ意味である。